# 嘉德大厦
嘉德大厦（英語：Guardian Building）原稱联华国际信托大厦（英語：Union Trust Building），別號「金融大教堂」，是一座位於美國密歇根州底特律金融区格里斯沃尔德街500號的建築物，於1928年始建，於1929年竣工，以装饰风艺术設計。在嘉德大厦的尖顶上，插著一枝美國國旗。於1989年，嘉德大厦成為了国家历史地标。
嘉德大厦為由韋恩縣政府擁有的A级办公大楼，並且作為韋恩縣政府總部。

## 建筑

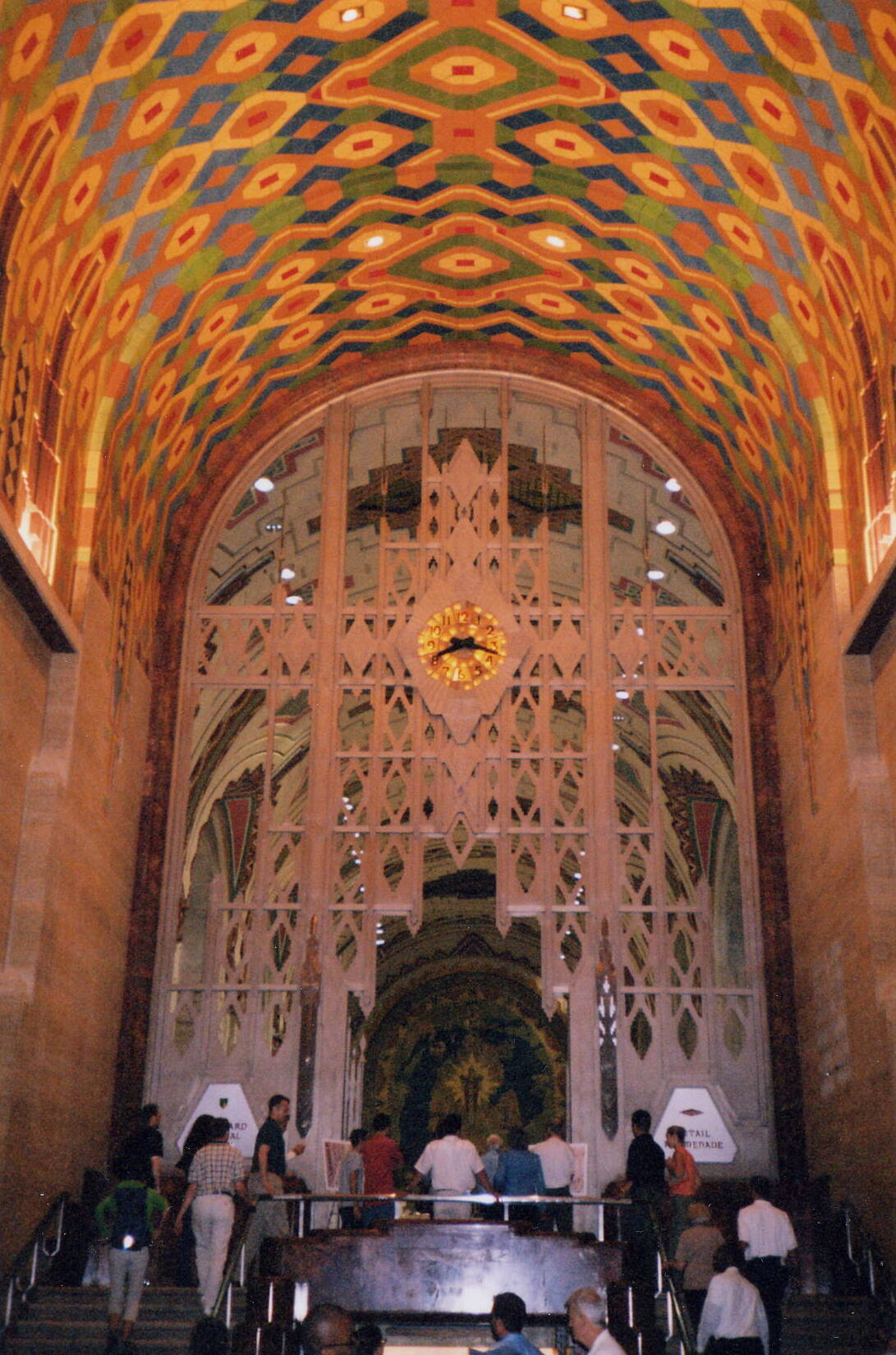
嘉德大厦外號「金融大教堂」

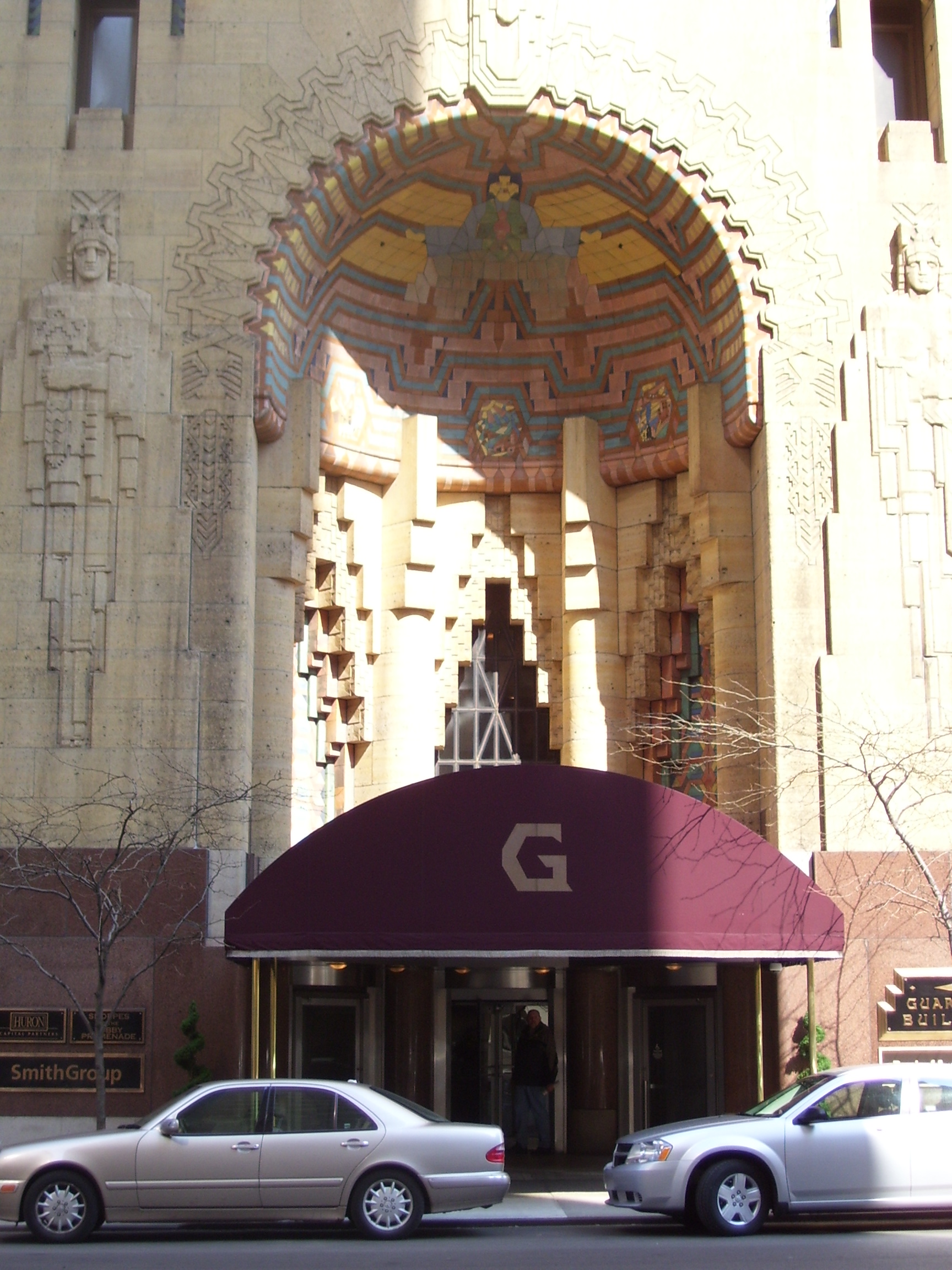
嘉德大厦的入口

嘉德大厦樓高36層，最高點為兩個不對稱的尖塔。其中一個尖塔比另外一個高4層。嘉德大厦的屋顶高度為496英尺（151米），頂層的高度則為489英尺（149米），而其尖柱則達到632英尺（192.6 米）的高度。它的镶面墙是以瓷砖、石灰和赤土鋪上的。嘉德大厦的內部以马赛克装饰，而其外部半圆形穹顶的設計亦非常精湛。這些設計均為陶瓷艺术家玛丽·斯特拉顿與建築師一起設計的。
嘉德大厦的別號「金融大教堂」暗示了其設計與一所教堂非常相似。以美国原住民為主題的設計亦能在建築內外看見。
维特·C·罗兰是大廈的主要建築師，而科拉多·柏德斯則設計了嘉德大厦在格里斯沃尔德街的入口两侧的两件雕塑作品。

## 历史
参议员詹姆斯·麦克米兰和德克斯特·M·费尔於1890年在底特律成立联合信托投资公司。在公司成立之初，罗素·A·阿尔杰、弗兰克·J·赫克和克里斯蒂·H·布魯。後來，联合信托投资公司開始建築嘉德大厦。在第二次世界大战期间，嘉德大厦曾担任美国陆军指挥中心。戰後，嘉德大厦成為了不少公司的辦公室。於1982年，嘉德大厦成為了密歇根联合煤气公司的總部。在密歇根联合煤气公司总裁兼首席运营官斯蒂芬·E·尤因的领导下，密歇根联合煤气公司於1986年修復了一楼大堂和拱形的天花板。於2001年，MCN能源集团亦將嘉德大厦設為總部。
於2007年7月18日，韦恩县长官罗伯特·菲卡奴宣佈縣政府獲得嘉德大厦業主同意轉售該大廈的業權，並同時宣佈將縣政府總部由韦恩县大厦遷至嘉德大厦。據報導，是次交易涉及的金額達到3350萬美金。

## 照片

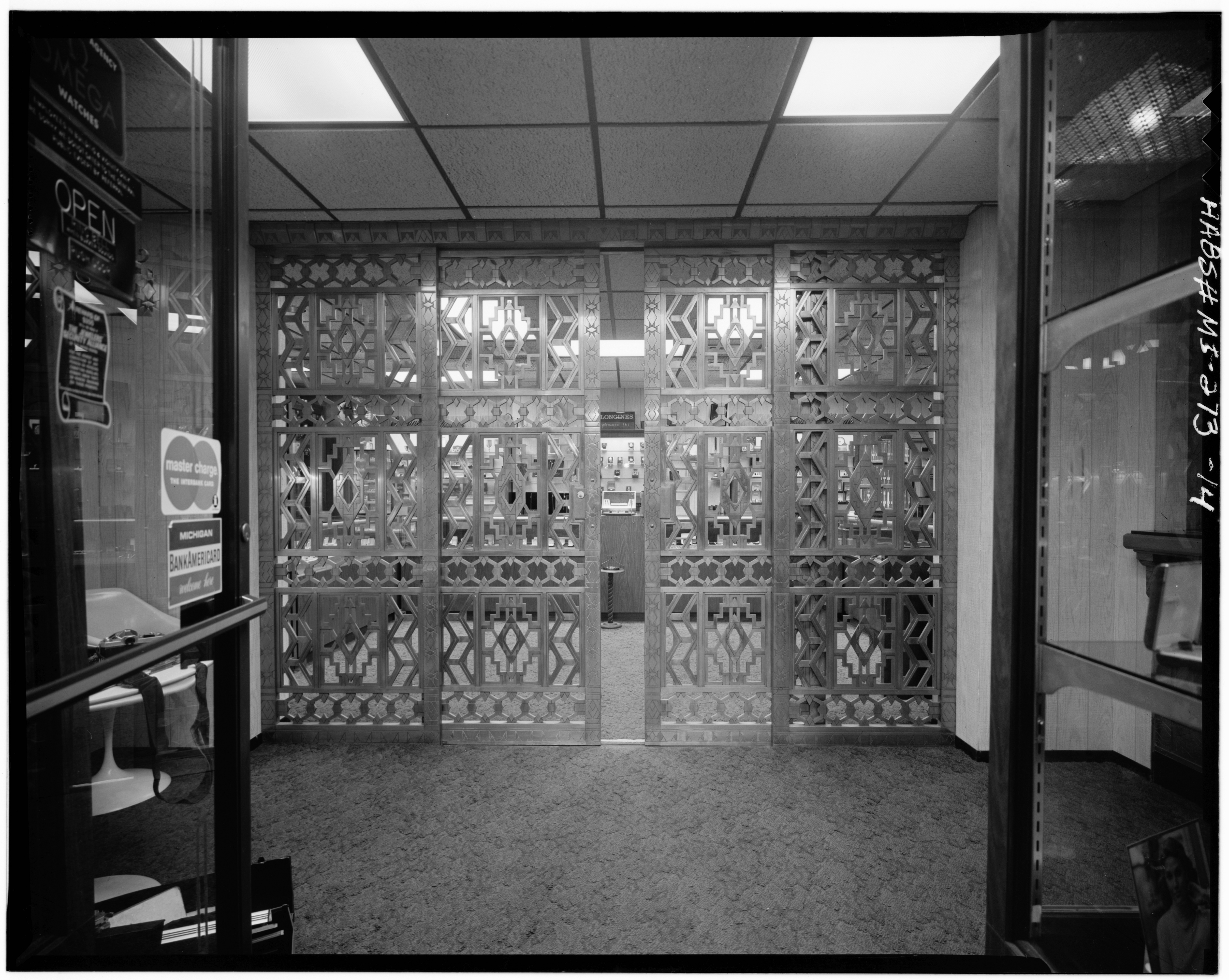
在嘉德大楼地下室的蒙乃尔合金閘门。
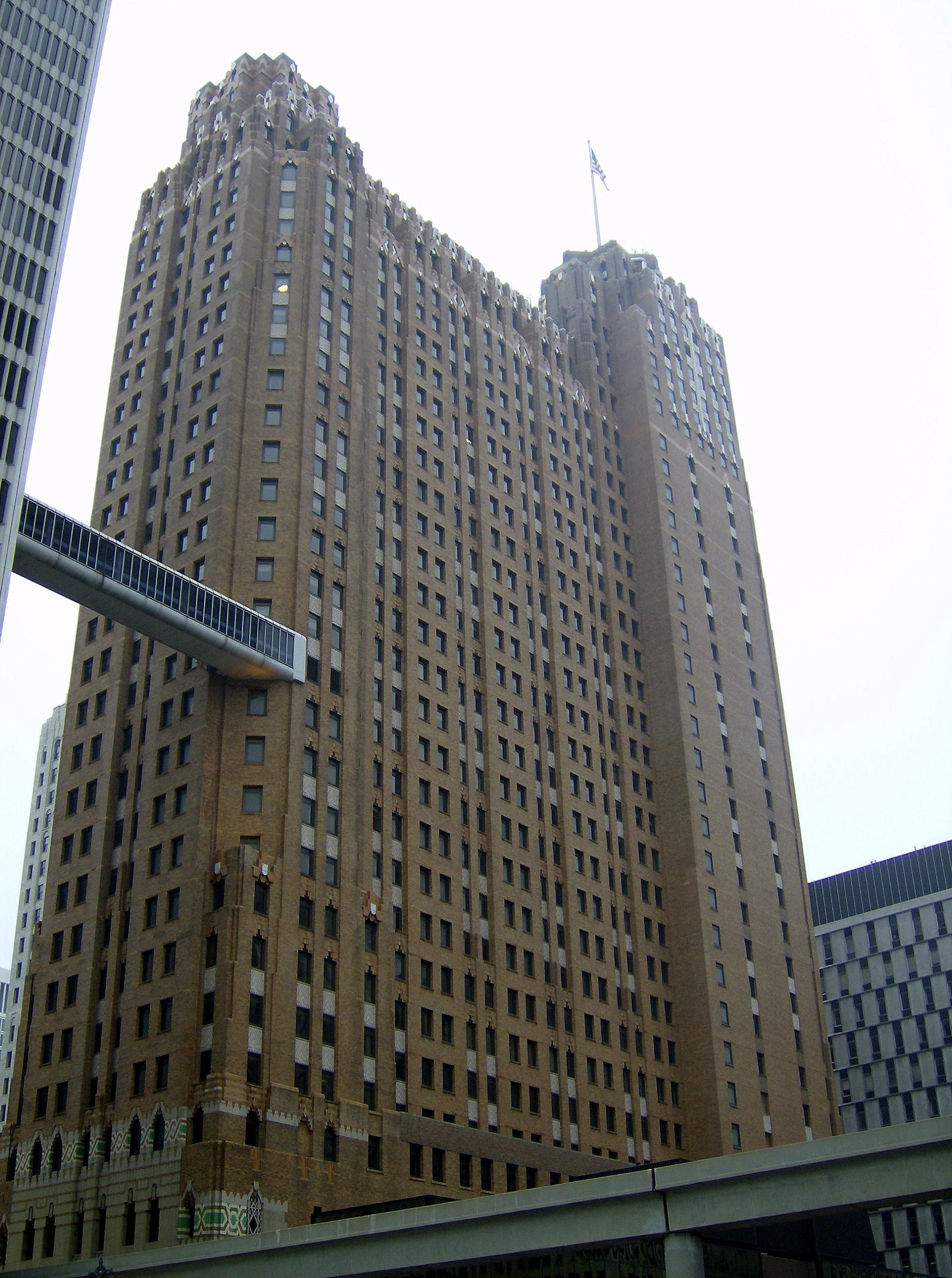
仰視嘉德大楼

## 外部連結
- 嘉德大楼官方网站
- 安波利斯網站的嘉德大楼介紹頁面（页面存档备份，存于）
- 国家公园服务的嘉德大楼介紹頁面（页面存档备份，存于）
- SkyscraperPage的嘉德大楼介紹頁面（页面存档备份，存于）
- Structurae的嘉德大楼介紹頁面